# DJ Hero 2
DJ Hero 2 és un videojoc musical que pertany a la saga Guitar Hero i és la seqüela del DJ Hero. Fou desenvolupat per FreeStyleGames i publicat per Activision. El seu llançament es va produir el 19 d'octubre de 2010 a l'Amèrica del Nord i els dies següents a la resta del món. El videojoc, disponible per les consoles Xbox 360, PlayStation 3 i Wii, està basat en el turntablism i disposa d'un controlador especial perquè els jugadors puguin simular els moviments dels DJs.

## Desenvolupament
El videojoc fou anunciat oficialment el juny de 2010 tot i que anteriorment s'havia filtrat que Activision estava cercant artistes per preparar material descarregable per a la seqüela del DJ Hero. L'equip de desenvolupament va indicar que malgrat les pobres vendes de la primera edició, estaven convençuts de continuar amb aquesta saga i preparar nous títols.
Malgrat que tant Microsoft com Sony havien desenvolupat Kinect i PlayStation Move per les seves respectives consoles, el DJ Hero 2 no utilitza la nova tecnologia amb sensors de moviment.
En aquesta edició van voler ampliar la selecció de cançons a diversos gèneres musicals, ja que el DJ Hero estava pràcticament centrat al hip-hop. Hi ha més presència de música dance, drum and bass i techno. Entre els artistes inclosos destaquen Usher i will.i.am, que actuar per presentar el joc en l'exposició Electronic Entertainment Expo 2010.
Una demo del videojoc fou llançada per la xarxa Playstation i Xbox Live el 7 de setembre de 2010. Aquesta demo contenia quatre remescles d'artistes famosos amb cançons força actuals. El DJ Hero 2 es va vendre en dos formats diferents segons si contenia un o dos controladors de turntable. Les unitats inicials també incorporaven objectes promocionals com el DJ Hero de franc, maletes per transportar el controlador, versions en MP3 d'algunes remescles i codis d'accés que permeten desactivar algunes opcions personalització.

## Jugabilitat
El DJ Hero 2 segueix amb el mateix sistema de joc del seu predecessor, en el qual un jugador pot simular que és un disc jockey per fer mescles una o dues cançons mitjançant un controlador especial en forma de taula de turntable. El controlador està format per plataforma giratòria com si fos un disc de vinil amb el qual es pot fer scratch i que inclou tres botons per indicar les notes a quadrar de les cançons i també per fer efectes i finalment un control lliscant que realitza les funcions de crossfader. Les accions a realitzar pel jugador són presentades en el televisor, on van apareixent les notes i els efectes mentre sonen les cançons. Com més notes es toquin correctament, més punts se sumen. A mesura que es completen correctament una sèrie de notes consecutives, s'augmenta un multiplicador per tal de sumar més punts. Algunes seccions de notes estan marcades com a especials, de forma que tocades correctament s'omple l'Euphoria (coneguda a la saga com a "Potència estel·lar"), i posteriorment es pot activar per tal de doblar els punts temporalment.
Una de les novetats és que els jugadors poden escollir cantar o rapejar les lletres de les cançons mitjançant un controlador de micròfon compatible, de la mateixa forma que es pot fer en els darrers títols de la saga Guitar Hero. La principal millora respecte a la seva preqüela és el nou mode de joc anomenat "Empire". Aquest mode estructura la llista de cançons respecte a la seva dificultat perquè els jugadors puguin anar millorant progressivament. Entremig hi ha enfrontaments contra els "caps", personatges creats a partir de celebritats o també DJs ficticis. Superant aquestes etapes es desbloquegen nous escenaris, personatges, vestimentes i cobertes virtuals pel turntable. També s'han implementat diversos modes multijugador com el Party Play que és col·laboratiu, o d'altres competitius anomenats DJ Battles. Tanmateix, en aquesta edició s'ha eliminat el mode DJ vs Guitar on un jugador utilitzava el turntable i l'altre la guitarra d'un dels jocs del Guitar Hero.

## Banda sonora
El repertori principal del videojoc està format per 83 remescles o mashups creats a partir d'unes 100 cançons de 85 artistes diferents. El principal estil musical representat és el hip-hop però també hi ha elements de música electrònica, pop i dance. El DJ Hero 2 permet la descàrrega de material addicional mitjançant les respectives botigues virtuals de cada consola a més de tot el material que tenia disponible el DJ Hero.
El febrer de 2011, Activision va decidir cancel·lar el desenvolupament de la saga Guitar Hero. Inicialment va decidir no produir més material descarregable, però per tal de donar suport a tots els seguidors del videojoc, finalment van decidir continuar publicant més cançons.

## Recepció
El DJ Hero 2 fou molt ben rebut per la crítica en part per la millora de la qualitat respecte a la seva preqüela, millores que afectaven a la jugabilitat, la presentació i la banda sonora. Entre les addiciones més lloades es trobava el mode de joc DJ Battles, l'enfrontament entre DJs.